# Xã Fallowfield, Quận Washington, Pennsylvania
Xã Fallowfield (tiếng Anh: Fallowfield Township) là một xã thuộc quận Washington, tiểu bang Pennsylvania, Hoa Kỳ. Năm 2010, dân số của xã này là 4.321 người.